# どこへ帰る
「どこへ帰る」(どこへかえる)は、1976年9月25日に発売された五木ひろしのシングル。

## 解説
原点へ立ち返るとして、久々に平尾昌晃を作曲に起用した。オリコン最高位16位、登場週数19週、15万枚を超える売上げを記録。第2回あなたが選ぶ全日本歌謡音楽祭ゴールデングランプリを初受賞。

## 収録曲
- 両楽曲共に、作詞：山口洋子／作曲：平尾昌晃／編曲：竜崎孝路

1. どこへ帰る
2. 波止場灯り